# Бальмонт, Борис Владимирович

Макеев В. Н. и Бальмонт Б. В. в Берлинской бригаде 1981

Бори́с Влади́мирович Ба́льмонт (6 октября 1927, г. Шуя, Иваново-Вознесенская губерния, РСФСР, СССР — 16 февраля 2022, Москва, Россия) — советский государственный деятель. Министр станкостроительной и инструментальной промышленности СССР (1981—1986). Член Президиума Российской академии космонавтики имени К. Э. Циолковского.

## Биография
Сын учёного-селекционера В. А. Бальмонта, внучатый племянник поэта К. Д. Бальмонта, русский.
Участник Великой Отечественной войны. В 1943—1946 годах — учащийся Ивановской специальной школы ВВС.
С 1946 года — студент Московского авиационно-технологического института. С 1950 года — студент Московского высшего технического училища им. Н. Э. Баумана. В 1952 году окончил Московское высшее техническое училище им. Н. Э. Баумана. Доцент (1965).
С 1952 года работал на оборонном заводе в Саратове: инженером-конструктором, старшим инженером, заместителем начальника цеха, начальником цеха. С 1956 года работал главным инженером завода. С 1960 года — директор завода. Член КПСС в 1956—1991 годах.
С 1965 года — начальник 6-го Главного управления; с 1972 года — начальник 8-го Главного управления — член коллегии; с 1973 года — заместитель министра; с 1976 года — первый заместитель министра общего машиностроения СССР.
С февраля 1981 года — министр станкостроительной и инструментальной промышленности СССР.
С июля 1986 года — персональный пенсионер союзного значения.
В 1987—1992 годах — советник-посланник посольства СССР в Федеративной Республике Германии.
Депутат Совета Национальностей Верховного Совета СССР 10—11 созывов от Удмуртской ССР. Член ЦК КПСС в 1983—1989, кандидат в члены ЦК в 1981—1983.
Умер 16 февраля 2022 года. Похоронен в Москве, на Троекуровском кладбище (уч. 34).

## Награды
- Герой Социалистического Труда (1978)
- четыре ордена Ленина
- орден Почёта (2011)[7][8]
- Государственная премия СССР (1976)
- Премия Правительства Российской Федерации имени Ю. А. Гагарина в области космической деятельности (в составе группы, за 2016 год) — за организацию разработки и создания ракетно-космической техники, использования результатов космической деятельности на базе системы космических средств двойного назначения